# 澳洲絲毛㹴
澳洲絲毛㹴（Australian Silky Terrier）是一種玩具型㹴犬。

## 歷史
澳洲絲毛㹴是小型梗犬品種之一，原產於澳大利亞。澳洲絲毛㹴與澳大利亞㹴，約克夏㹴密切相關。該品種在北美被稱為絲毛㹴，但在世界各地的被稱為澳洲絲毛㹴。

## 外部連結
- Silky Terrier Club Of America （页面存档备份，存于）
- 美國養犬俱樂部 澳洲絲毛㹴簡介 （页面存档备份，存于）
- International Australian Silky Terrier database （页面存档备份，存于）

- 中的“澳洲絲毛㹴”